# Diamonds from Sierra Leone
Diamonds from Sierra Leone è un brano musicale del rapper statunitense Kanye West, estratto come primo singolo dall'album Late Registration del 2005. Il brano utilizza una campionamento di Diamonds Are Forever cantata da Shirley Bassey.

## Tracce
CD-Maxi Roc-A-Fella 06024 9883986 (UMG) / EAN 0602498839867
1. Diamonds From Sierra Leone - 4:02
2. Jesus Walks (Remix) Kanye West feat. Ma$e & Common - 5:00
3. The New Workout Plan (Remix) Kanye West feat. Fonzworth Bentley, Luke & Twista - 4:02
4. Diamonds From Sierra Leone (Video)

## Classifiche
| Classifica (2005)                    | Posizione più alta |
| ------------------------------------ | ------------------ |
| Svizzera                             | 52                 |
| Paesi Bassi                          | 56                 |
| Svezia                               | 30                 |
| Finlandia                            | 17                 |
| Norvegia                             | 16                 |
| Danimarca                            | 9                  |
| U.S. Billboard Hot 100               | 43                 |
| U.S. Billboard Hot R&B/Hip-Hop Songs | 21                 |
| U.S. Billboard Hot Rap Tracks        | 11                 |
| U.S. Billboard Rhythmic Top 40       | 24                 |
| Regno Unito                          | 8                  |